# Terje Rypdal
Terje Rypdal (Oslo, 1947. augusztus 23. –) norvég gitáros, zeneszerző. Terje Rypdal torzított elektromos gitár-játéka olyan tónusokat produkál, olyan hangokat hozott be a modern dzsesszbe, amelyek a rockzenében általában megtalálhatók. Számos együttesben szerepelt. Klasszikus kompozíciói között hat szimfónia, két opera és kamarazenei művek is találhatóak.

## Pályakép
Rypdal már kiskorában érdeklődött a zene iránt. Ötéves korától katonazenekar vezető apja tanította zongorázni, majd három évvel később trombitázni. Tizenkét évesen autodidaktaként tanult meg gitározni. Tinédzserként tagja lett a norvég Vanguards rockegyüttesnek, a nak, amellyel felkerült a helyi popslágerlistákra. Aztán megismete Jimi Hendrix zenéjét, és 1967-ben megalakította a Dream pszichedelikus rockegyüttest. Ebben játszott akkor Jan Garbarek is.
Ligeti György zenéjének hatására döntött úgy, hogy ő is zeneszerző lesz. Zenei tanulmányai során az Oslói Egyetemen és a Konzervatóriumban, többek között Finn Mortensennél tanult zeneszerzést, improvizációt pedig George Russelltől.
A norvég Hair musical előadás zenekarvezetője lett. Zeneszerzőként az „Eternal Circulation” (1971) című dallal debütált, amelyet a Jan Garbarek Quartettel és az Oslói Filharmonikusokkal adott elő. A Norvég Televízió megrendelésére készült az 1. szimfónia (1975). „Orfeo Eurydice-t figyeli” című operáját 1972-ben mutatták be az Osloban. Az amerikai basszusgitárosnak, Arre Phillippsnek írta a Concerto per violbasso e orchestra című művét (1973). „Undisonus” hegedűversenye a Society of Norwegian Composerstől „Az év alkotása” díját kapta.
Öt szimfóniát, több szólóművet zenekaros hangszerre, két operát és nagyszámú kortárs művet komponált − dzsesszzenészek közreműködésével.

## Albumok
- Get Dreamy (The Dream), 1967
- Bleak House, 1968
- Terje Rypdal 1971
- What Comes After, 1974
- Whenever I Seem to be Far Away, 1974
- Odyssey, 1975
- After the Rain, 1976
- Waves (ECM 1110) 1978
- Rypdal/Vitous/DeJohnette (és Miroslav Vitouš, Jack DeJohnette, 1979
- Descendre , 1980
- To Be Continued  (és Miroslav Vitouš és Jack DeJohnette, 1981
- Eos, 1984
- Chaser, 1985
- Blue , 1987
- The Singles Collection, 1989
- Undisonus, 1990
- Q.E.D., 1991
- Unplugged: Mozart and Rypdal, 1993
- The Sea (Bjørnstad/Darling/Rypdal/Christensen), 1995
- Nordic Quartet (Surman/Karin Krog/Rypdal/Storaas, 1995
- If Mountains Could Sing, 1995
- Skywards, 1997
- The Sea II (Bjørnstad/Darling/Christensen/Rypdal), 1998
- Rypdal & Tekrø, 1997
- Rypdal/Tekrø II, 1998
- Kartā (Markus Stockhausen, Andersen/Héral/Rypdal), 2000
- Double Concerto / 5th Symphony, 2000
- Selected Recordings (Volume VII of ECM's :rarum series), 2002
- Lux Aeterna, 2002
- Vossabrygg, 2006
- Life in Leipzig (és Ketil Bjørnstad, (2008, rec.: 2005)
- Crime Scene (és a Bergen Big Band,  2010
- Odyssey: In Studio & In Concert 1975-76/2012
- Melodic Warrior (és a The Hilliard Ensemble, (rec.: 2003, 2009)
- Conspiracy, 2020

## Díjak
- 1995: Spellemann Award open category: „If Mountains Could Sing”
- 1995: Buddyprisen
- 2005: Jury Honorary Award in Spellemannprisen